# Ultimate Ultimate 1996
Ultimate Ultimate 1996은 1996년 12월 7일에 미국 앨라배마주에서 개최된 UFC 경기이다.

## 같이 보기
- UFC
- UFC 대회 목록